# Морис Вламенк
Морис Вламенк (фр. Maurice de Vlaminck; 4. април 1876—11. октобар 1958) био је француски сликар  и графичар.

## Биографија
Заједно са Андре Дереном и Анри Матисом сматра се за вођу уметничког правца фовизам, који је у периоду 1904. до 1908. био познат по употреби интензивних боја.
Рођен је у породици музичара. Мајка му је свирала клавир, а отац, пореклом Фламанац, виолину. Млађа сестра, Соланж, била је неко време позната глумица. Морис се у почетку професионално бавио бициклизмом, али га напушта да би се посветио студијама виолине. Почиње да слика као самоук.
Андре Дерена је упознао 18. јуна 1900. и са њим остао доживотни пријатељ. Заједно су изнајмили атеље у месту Шату код Париза. Године 1901. посећује једну Ван Гогову изложбу у галерији Бранхајм. Одушевљен његовим стваралаштвом изјавио је да је тога дана волео Винсента више него оца. Период до 1905. био је за Вламенка период сиромаштва. Те године Дерен одлази на југ, а Вламек се пресеио у Ријеј Малмезон.
Исте године је учествовао у свом првом „Салону независннх”. Вламенк је тада са Анријем Матисом, Андре Дереном и Раулом Дифијем, иновативном употребом снажног колорита изазвао скандал код критичара, због чега су добили надимак звери (fauves). Тај покрет је назван фовизам. Трговац уметнинама Амброаз Волар заинтересовао се за његов рад следеће године, откупио му је бројне слике и посветио му изложбу 1908.
У његовим радовима налазимо динамичке линије у снажним бојама које је употребљавао директно из тубе, по угледу на раније фовисте. Већ 1908. напушта фовизам и прииклања се импресиониѕму. Палета му је монохроматска, а доминира утицај сликарства Пола Сезана. Од 1918. у његовој техници уочљиво је поигравање са контрастима тамне палете и беле боје. Вламенково сликарство постаје експресионистичко.
Умро је у дубокој старости 1958. године.

## Технике и интересовања
У младости је написао два романа, писао је есеје, израђивао је графике, бакрописе, дрворезе, аквареле, литографије и илустрације, а бавио се и керамиком.